# كاسكادا
كاسكادا  (بالإنجليزية: Cascada)‏ هي فرقة ألمانية موسيقاها هي الرقص الأوروبي/الترانس Eurodance/Trance مشهورين بصورة كبيرة لأغنيتهم: Everytime We Touch. كاسكادا هي مكونة من ثلاث موسيقيين وهم نتالي هورلر، دي جاي مانيان، ويان فايفير.

## روابط خارجية
- كاسكادا على موقع IMDb (الإنجليزية)
- كاسكادا على موقع ميوزك برينز (الإنجليزية)
- كاسكادا على موقع أول ميوزيك (الإنجليزية)
- كاسكادا على موقع ديسكوغز (الإنجليزية)